# Андреас фон Вестфален
Андре́ас фон Вестфален (нем. Andreas von Westfalen; умер 21 сентября 1270) — магистр Ливонского ордена в 1270 году.

## Биография
В феврале 1270 года после гибели в битве с литовцами при Карусе ливонского магистра Отто фон Лаутенберга Андреас фон Вестфален был назначен вице-ландмейстером Тевтонского Ордена в Ливонии.
21 сентября 1270 года ливонский вице-магистр Андреас фон Вестфален потерпел поражение в битве с литовцами. В сражении погибли сам магистр и 20 рыцарей-крестоносцев. Его преемником стал Вальтер фон Нордек.